# Davide Augusto Albarin
Davide Augusto Albarin (Parigi, 23 ottobre 1881 – Avesnes-sur-Helpe, 28 novembre 1959) è stato un antifascista e massone italiano.
Fu gran maestro del Grande Oriente d'Italia dal 1940 al 1944.

## Biografia
Valdese, si trasferì ad Alessandria d'Egitto da dove - nel corso degli anni trenta - si attivò per ricostruire e riorganizzare la massoneria italiana, disciolta dal regime fascista. Entrò in contatto e collaborò con esponenti di Giustizia e Libertà.
Fu iniziato in Massoneria il 9 febbraio 1909 nella "loggia Cincinnato II" di Alessandria d'Egitto; fu elevato maestro tre anni dopo: il 22 aprile 1912. Nel 1927 ad Alessandra d'Egitto risulta in piè di lista come segretario nella loggia "Concorde" dell'Ordine Massonico Misto Internazionale Le Droit Humain. Venne eletto gran maestro aggiunto del Grande Oriente d'Italia nel 1940, scelto all'unanimità da tutte le logge del GOI che operavano all'estero. Alla morte del gran maestro effettivo Alessandro Tedeschi (19 agosto 1940), subentrò automaticamente a quest'ultimo nella massima carica.
Rimase al vertice della Massoneria italiana fino al 10 giugno 1944, giorno in cui trasferì tutti i poteri al comitato di maestranza retto da Umberto Cipollone, Guido Laj e Gaetano Varcasia. Fu acclamato gran maestro onorario a vita.
Visse ad Alessandria fino a quando non venne espulso nel 1957, a causa della crisi di Suez. Si spostò dapprima in Scozia, successivamente in Inghilterra ed infine in Francia a Avesnes-sur-Helpe, dove morì nel 1959.